# The Beatles' Long Tall Sally
The Beatles' Long Tall Sally je zadnji studijski album skupine The Beatles, ki je izšel izključno v Kanadi. Izšel je v mono formatu 11. maja 1964 pri založbi Capitol Canada. Album si je svoje ime (in dve skladbi) izposodil od britanskega EP-ja Long Tall Sally. Štiri skladbe z albuma so že prej izšle na albumu Beatlemania! With the Beatles.

## Seznam skladb
Vse pesmi je napisal in uglasbil dvojec McCartney–Lennon, razen kjer je posebej napisano.
| Stran 1 | Stran 1                                            | Stran 1 |
| Št.     | Naslov                                             | Dolžina |
| ------- | -------------------------------------------------- | ------- |
| 1.      | „I Want to Hold Your Hand‟                         | 2:24    |
| 2.      | „I Saw Her Standing There‟                         | 2:50    |
| 3.      | „You've Really Got a Hold on Me‟ (Smokey Robinson) | 3:00    |
| 4.      | „Devil in Her Heart‟ (Richard Drapkin)             | 2:28    |
| 5.      | „Roll Over Beethoven‟ (Chuck Berry)                | 2:46    |
| 6.      | „Misery‟                                           | 1:48    |

| Stran 2 | Stran 2                                                                                                | Stran 2 |
| Št.     | Naslov                                                                                                 | Dolžina |
| ------- | --- | ------- |
| 1.      | „Long Tall Sally‟ (Enotris Johnson, Richard Penniman, Robert Blackwell)                                | 2:03    |
| 2.      | „I Call Your Name‟                                                                                     | 2:10    |
| 3.      | „Please Mister Postman‟ (Robert Bateman, Georgia Dobbins, William Garrett, Fred Gorman, Brian Holland) | 2:37    |
| 4.      | „This Boy‟                                                                                             | 2:10    |
| 5.      | „I'll Get You‟                                                                                         | 2:04    |
| 6.      | „You Can't Do That‟                                                                                    | 2:34    |

## Zasedba
The Beatles
- John Lennon – vokal, kitara, orglice
- Paul McCartney – vokal, bas kitara, klavir
- George Harrison – vokal, kitara
- Ringo Starr – bobni, tolkala, vokal

Dodatni glasbeniki
- George Martin – klavir